# Ampelisca richardsoni
Ampelisca richardsoni is een vlokreeftensoort uit de familie van de Ampeliscidae. De wetenschappelijke naam van de soort is voor het eerst geldig gepubliceerd in 1975 door Karaman.